# Bayagnán
Bayagnán  (Bayagnan Island) es una isla situada en Filipinas, adyacente a la de Mindanao. Corresponde al término municipal de la Ciudad de Surigao perteneciente a  la provincia de Surigao del Norte situada en la Región Administrativa de Caraga, también denominada Región XIII.

## Geografía
Isla situada  10 km al norte de la ciudad de  Surigao, separada por el canal de Hinatuán de la isla de Nonoc (barrios de Cantiasay, Nonoc y Talisay). Limítrofe con el municipio de Taganaán, al este se encuentran las islas de Hinatuán y Talavera, al sur la de Masapelid y al oeste Maanoc.
Tiene una extensión superficial de 9,2461 km²

## Localidades
La isla cuenta con una población de 2,700 habitantes repartidos entre  los cuatro  siguientes barrios:
- Bitaugán, 582 habitantes.
- Cagutsán, 339 habitantes.
- San José,  1,342 habitantes.
- Sugbay, 437 habitantes.